# Dja
Dja ili Ngoko je mala rijeka u središnjoj-zapadnoj Africi, duga je 720 km i jednim svojim tokom čini granicu između država Kamerun i Republika Kongo.
Rijeka izvire na jugoistoku Kameruna, kod grada Abong-Mbanga, gdje se uz njezin gornji tok nalazi Rezervat životinja Dja.
Dalje njezinim tokom prema jugoistoku, rijeka Dja prolazi pored Moloundoua gdje je plovna manjim brodovima, te se kod mjesta Ouessoa (Republika Kongo) ulijeva u rijeku Sangha
Svake godine lovokradice putuju nizvodno rijekom Dja u područje Nacionalnog parka Nki (Kamerun) koji je obilat slonovačom.

## Vanjske poveznice
|  | Zajednički poslužitelj ima još gradiva o temi Dja |